# Liste des basiliques des Marches
Cette liste recense les basiliques des Marches, Italie.

## Liste
- Cagli
  - Basilique cathédrale de Cagli
- Fano
  - Cathédrale Santa Maria Assunta
- Jesi
  - Cathédrale de Jesi
- Montalto delle Marche
  - Basilique Cathédrale Santa Maria Assunta
- Montecosaro
  - Basilique Santa Maria a Piè di Chienti
- Osimo
  - Basilique de Saint-Joseph de Cupertino
- Recanati
  - Basilique Cathédrale San Flaviano
- Ripatransone
  - Cathédrale de Ripatransone
- San Benedetto del Tronto
  - Basilique Santa Maria della Marina
- Tolentino
  - Basilique San Nicola de Tolentino